# Early Man – Steinzeit bereit
Early Man – Steinzeit bereit (Originaltitel: Early Man) ist ein britischer Knetanimationsfilm von Aardman Animations aus dem Jahr 2018.

## Handlung
Der junge Dug lebt mit seinem Stamm während der Steinzeit in einem grünen Tal. Auf dieses Tal hat es der mächtige Lord Nooth abgesehen, weil es dort Bodenschätze gibt. Er vertreibt Dug mit seinen Leuten in die Einöde. Dug gelingt es, Lord Nooth zu einem Kampf auf dem „Heiligen Rasen“ herauszufordern. Bei einem Sieg dürfen Dug und seine Leute in ihr Tal zurückkehren. Bei dem Kampf handelt es sich um ein Fußballspiel, in dem sich Dugs Vorfahren schon früh geübt haben. Höhlenmalereien künden davon. Tatsächlich gelingt es Dug und seinen Mitspielern, den Sieg davonzutragen.

## Synchronisation
Der Film wurde bei der Cinephon in Berlin vertont. Pierre Peters-Arnolds schrieb das Dialogbuch und führte die Dialogregie.
Die Laute von Hognob, einem Wildschwein, das Dug gehört, stammen von Nick Park, dem Regisseur des Films.
| Rolle           | Englischer Sprecher | Deutscher Sprecher     |
| --------------- | ------------------- | ---------------------- |
| Dug             | Eddie Redmayne      | Friedrich Mücke        |
| Lord Nooth      | Tom Hiddleston      | Kaya Yanar             |
| Dino            | Kayvan Novak        | Kaya Yanar             |
| Goona           | Maisie Williams     | Palina Rojinski        |
| Chief Bobnar    | Timothy Spall       | Uli Krohm              |
| Königin Oofeefa | Miriam Margolyes    | Kornelia Boje          |
| Brian           | Rob Brydon          |                        |
| Bryan           | Rob Brydon          |                        |
| Botenvogel      | Rob Brydon          | Christian Gaul         |
| Treebor         | Richard Ayoade      | Pierre Peters-Arnolds  |
| Magma           | Selina Griffiths    | Philine Peters-Arnolds |
| Asbo            | Johnny Vegas        | Tim Sander             |
| Barry           | Mark Williams       | Michael Iwannek        |
| Gravelle        | Gina Yashere        | Annabelle Mandeng      |
| Grubup          | Richard Webber      |                        |
| Eemak           | Simon Greenall      |                        |
| Thongo          | Simon Greenall      | Marko Bräutigam        |

## Rezeption
Der filmdienst urteilte, der „liebevoll und aufwändig produzierte Knet-Animationsfilm“ büße „durch eine Unzahl an Figuren an Esprit und erzählerischer Verrücktheit“ ein. Der Film lebe von „archetypischen Antagonismen“, „überraschende Momente resultieren dabei eher aus Details am Rande“. Eine nicht so gute Bewertung hatte der Film beim Publikum, in der Bewertung bei Rotten Tomatoes fanden nur 49 % den Film gut.
Der Film spielte weltweit rund 55 Millionen US-Dollar ein.
Im Abspann des Films gibt es eine Hommage an Ray Harryhausen: Die beiden im Film miteinander kämpfenden Dinosaurier (Tyrannosaurus Rex und Triceratops) werden zum Ende des Abspanns als „Ray“ und „Harry“ vorgestellt.

## Auszeichnungen und Nominierungen
Europäischer Filmpreis 2018
- Nominierung in der Kategorie Bester Animationsfilm